# Abutilon eggelingii
Abutilon eggelingii är en malvaväxtart som beskrevs av Bernard Verdcourt. Abutilon eggelingii ingår i släktet klockmalvor, och familjen malvaväxter. Inga underarter finns listade i Catalogue of Life.